# Robert Steinberg
Robert Steinberg (n. 25 mai 1922, Soroca, Basarabia, România – d. 25 mai 2014) a fost un matematician americano-român-evreu de la UCLA care a inventat Reprezentarea Steinberg, Grupul Steinberg în teoria algebrică K și Grupurile Steinberg  din Teoria Lie. Și-a luat titlul de Ph.D. în matematică la Universitatea din Toronto din 1948.
S-a retras de la UCLA în 1992.

## Publicații
- Steinberg, Robert (1968), Lectures on Chevalley groups, Yale University, New Haven, Conn., MR 0466335, arhivat din original la 10 septembrie 2012, accesat în 10 mai 2012
- Steinberg, Robert (1974), Conjugacy classes in algebraic groups., Lecture Notes in Mathematics, 366, Berlin-New York: Springer-Verlag, doi:10.1007/BFb0067854, ISBN 978-3-540-06657-6, MR 0352279
- R. Steinberg, Collected Papers, Amer. Math. Soc. (1997), ISBN 0-8218-0576-2.